# Malimbosa
Malimbosa lamperti es una especie de araña araneomorfa de la familia Lycosidae. Es el único miembro del género monotípico Malimbosa. Es originaria de África occidental.